# Río Cononaco
Der Río Cononaco ist ein etwa 340 km langer linker Nebenfluss des Río Curaray im Osten von Ecuador.

## Flusslauf
Das Quellgebiet des Río Cononaco liegt im Amazonastiefland in der Provinz Orellana auf einer Höhe von etwa 350 m, 65 km südsüdöstlich von Puerto Francisco de Orellana. Der Río Cononaco weist entlang seinem gesamten Flusslauf ein stark mäandrierendes Verhalten auf, mit zahlreichen Flussschlingen und Altarmen. Er fließt anfangs in überwiegend südlicher Richtung. Bei Flusskilometer 306 und 300 münden die Flüsse Río Yamino von links sowie Río Cononaco Chico von rechts in den Fluss. Unterhalb der Einmündung des Río Cononaco Chico bildet der Río Cononaco die Provinzgrenze zwischen Orellana und Pastaza. Bei Flusskilometer 275 trifft der Río Shiripuno, bei Flusskilometer 243 der Río Tiguino auf den Río Cononaco, beide rechtsseitig. Anschließend wendet sich der Río Cononaco in Richtung Osten, später in Richtung Ostsüdost und mündet schließlich an der peruanischen Staatsgrenze in den Río Curaray. Auf den unteren 225 Kilometern verläuft der Río Cononaco entlang bzw. innerhalb des Yasuní-Nationalparks.

## Einzugsgebiet
Das Einzugsgebiet des Río Cononaco umfasst schätzungsweise 4900 km². Es grenzt im Norden an das des Río Napo, im Süden an das des Río Curaray.